# Terrebonne
Terrebonne – miasto w Kanadzie, w prowincji Quebec, w regionie Lanaudière i MRC Les Moulins. Miasto leży nad rzekami Rivière des Mille Îles oraz Rivière des Prairies naprzeciwko Laval i stanowi część aglomeracji Montrealu. Terrebonne jest największym miastem regionu Lanaudière i dziesiątym największym w Quebecu.
Między 1986 a 2006 ludność Terrebonne powiększyła się prawie czterokrotnie z 24 864 do 94 703 mieszkańców, dzięki włączeniu do niego miejscowości Lachenaie i La Plaine w 2001.
Miasto założone zostało w 1673 przez Francuza André Dauliera Deslandes.
W 1832 do Terrebonne przybył Joseph Masson, który przyczynił się do znaczącego rozwoju handlowego i przemysłowego miasta, a także do budowy mostu otwartego w 1834.
| Rok                                                                                          | Liczba mieszkańców |
| -------------------------------------------------------------------------------------------- | ------------------ |
| 1986                                                                                         | 24 864             |
| 1991                                                                                         | 30 216             |
| 1996                                                                                         | 37 914             |
| 2000                                                                                         | 46 512             |
| 2001                                                                                         | 80 531             |
| 2006                                                                                         | 94 703             |
| Urząd statystyczny w Quebecu. stat.gouv.qc.ca. [zarchiwizowane z tego adresu (2013-10-06)].. |                    |

Liczba mieszkańców Terrebonne wynosi 94 703. Język francuski jest językiem ojczystym dla 93,2%, angielski dla 2,0% mieszkańców (2006).

## Miasta partnerskie
- Vitré (Francja) od 1983 roku.